# Medskogstjärnen, Medelpad
Medskogstjärnen är en sjö i Sundsvalls kommun i Medelpad och ingår i Selångersåns huvudavrinningsområde. Sjöns area är 0,009 kvadratkilometer och den befinner sig 198 meter över havet.